# San Francisco Libre

Departamento Managuam mit San Francisco Libre rot eingefärbt

San Francisco Libre ist ein Municipio im Departamento Managua in Nicaragua. Im Gemeindegebiet befindet sich der zweite nicaraguanische Großflughafen, Punta Huete Airport (Aeropuerto Punta Huete), der ab Juli 2024 zu einem internationalen Flughafen ausgebaut werden soll.

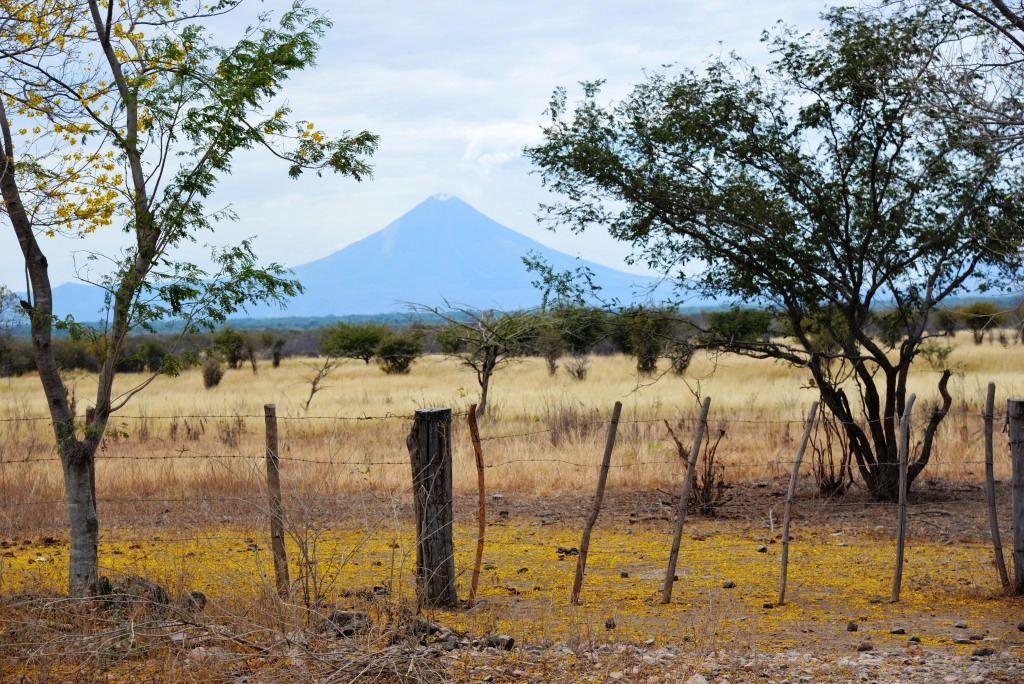
San Francisco Libre Campo

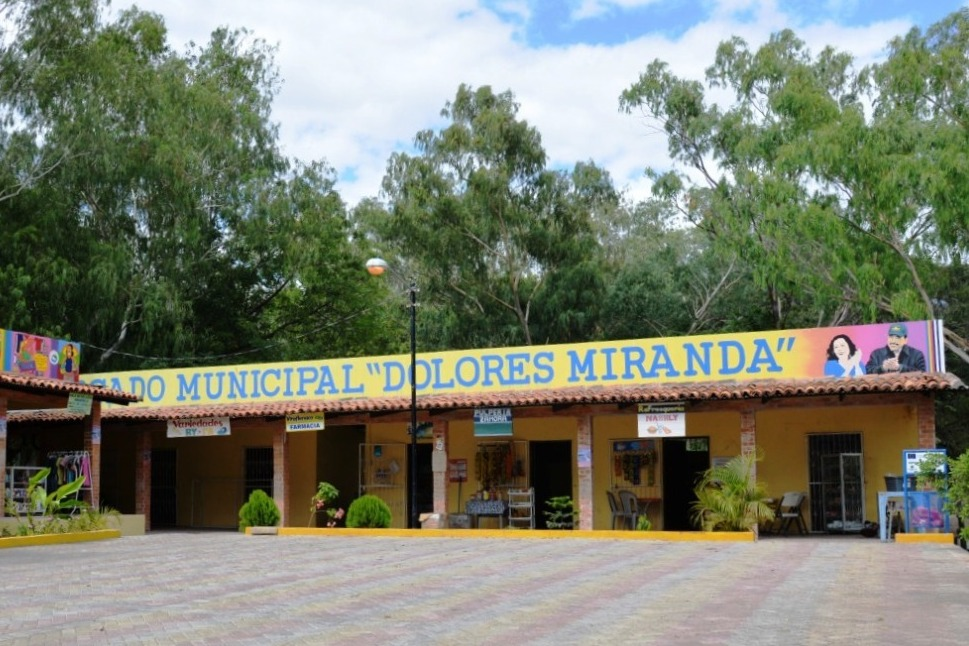
San Francisco Libre Tiendas

## Geographische Lage, Klima, Wirtschaft, Verkehrsverbindungen
Die Gemeinde liegt auf 12°  30´ Nördlicher Breite und 35° 18´ westlicher Länge und grenzt im Norden an das Departamento Matagalpa,  im Osten an die Gemeinde Tipitapa, im Süden an den Managuasee und im Westen an das Departamento León.
Die Gemeinde besteht aus sieben Ortschaften in den drei Comarcas Laurel Galán, Telpochapa und San Roque sowie dem Gemeindesitz San Francisco Libre (SFL). Der Hauptort besteht aus den Barrios Puerto Nuevo und Puerto Viejo. SFL liegt am Nordufer des Managuasees rund 50 km Luftlinie entfernt von der nicaraguanischen Hauptstadt Managua am Südufer. Nach dem Stand von 2005 umfasste das Gemeindegebiet eine Fläche von 756 Quadratkilometern und hatte 10.583 Einwohner, davon 52 % Frauen.
Das tropische Klima ist von einer heißen Trockenzeit und einer feuchten Regenzeit gekennzeichnet. Die Region gehört zur pazifischen Klimazone und liegt rund 40 m über dem Meeresspiegel.
In der Gemeinde wird hauptsächlich Viehzucht betrieben. Ein wichtiger Wirtschaftszweig ist der Einschlag von Holz als Brennholz für Managua. Der Einschlag führt zu ökologischen Schäden, da durch den reduzierten Baumbestand das in der Regenzeit aufkommende Wasser nicht mehr im Boden gespeichert werden kann.
Das Gemeindegebiet ist verkehrstechnisch schlecht erschlossen. Es existiert nur eine befestigte Hauptstraße, die zur Panamericana führt. Theoretisch besteht eine Seeverbindung zwischen dem Hauptort SFL und Managua.

## Geschichte
Offenbar entstanden die Hauptorte der Gemeinde nach 1800 aus den Haziendas Laurel Galán, Telpochapa, San Roque und San Francisco del Palmar. 1826 ist der Name San Francisco als Ortsname erstmals nachgewiesen. Anfang des 20. Jahrhunderts war die Region Fleischlieferant für Managua. Das Fleisch beziehungsweise Schlachtvieh wurde mit Booten nach Managua transportiert; der heutige Hauptort SFL hieß Puerto Viejo (Alter Hafen). Ab 1961 hieß der Ort San Francisco de los Carniceros (… „der Schlachter“). In den 1980er Jahren wurde er offenbar im Zuge der Revolution von 1979 in  „SF Libre“ („frei“) umbenannt.

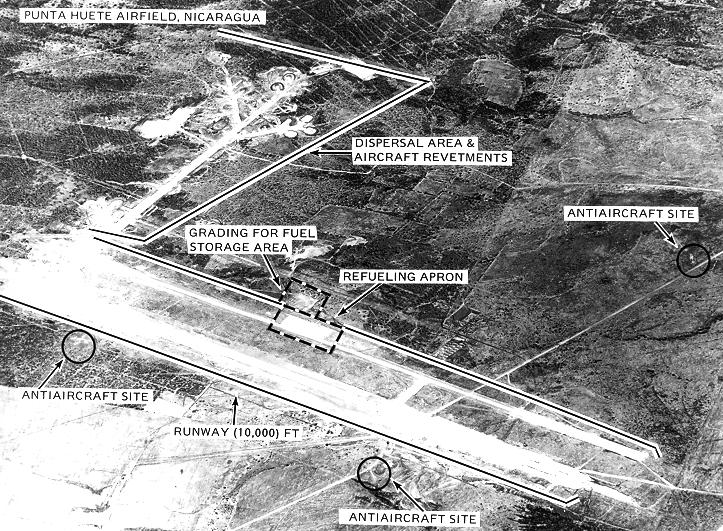
Punta Huete Airfield (CIA IMINT)

In der Anfangsphase des Contra-Kriegs plante die Sandinistische Junta für ihre Luftwaffe, die Fuerza Aérea Sandinista (FAS), den Ankauf von sowjetischen MiG-21-Jagdflugzeugen. 60 Piloten wurden bereits in der Volksrepublik Bulgarien ausgebildet und die rund drei Kilometer lange Start- und Landebahn war nahezu fertiggestellt, als auf den Ankauf aufgrund von US-amerikanischen Sicherheitsbedenken bezüglich des Panamakanals verzichtet und dafür Hubschrauber vom Typ Mil 25 angekauft wurden. Die Landebahn war gut zwei Jahrzehnte lang die größte Bauruine Nicaraguas, bis in den 2000er Jahren der nun Aeropuerto Punta Huete genannte Flughafen als Ausweichflughafen für den Flughafen Managua in Betrieb genommen wurde.

## Städtepartnerschaft

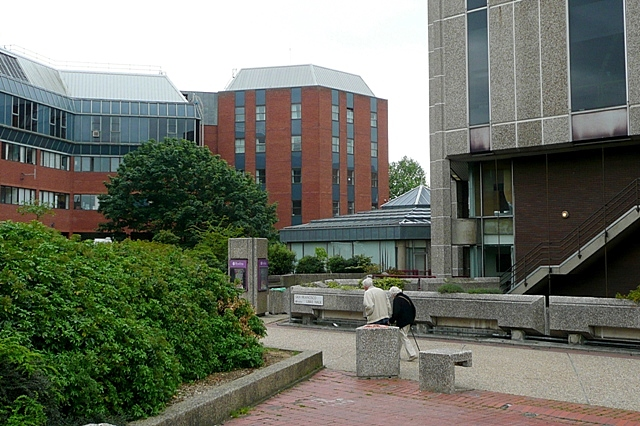
San Francisco Libre Way in England

- Eine offizielle Städtepartnerschaft besteht mit der britischen Stadt Reading.

Eine Anfang der 1990er Jahre vom Nicaraguaverein Oldenburg e. V.  angestrebte Städtepartnerschaft konnte nicht realisiert werden. Der Verein unterstützt jedoch in SFL in Zusammenarbeit mit dem Freiwilligendienst weltwärts und der kleinen regionalen Organisation APREDEN Hilfsprojekte vor Ort.